# Maik Pohland
Maik Pohland (* 12. März 1963 in Cottbus) ist ein ehemaliger deutscher Fußballspieler in der Abwehr. Er spielte für die BSG Energie Cottbus in der DDR-Oberliga.

## Karriere
Pohland spielte in seiner Jugend von 1972 bis 1982 in den Jugendabteilungen der BSG Energie Cottbus. Er debütierte in der ersten Mannschaft in der Saison 1982/83, als er am 12. September 1982 in der zweitklassigen DDR-Liga beim 1:1-Unentschieden gegen die BSG Chemie Premnitz zum Einsatz kam. In dieser Saison erhielt er noch einen weiteren Einsatz. 1983/84 konnte Pohland seine Einsatzzeit schon auf 18 Spiele steigern, 1984/85 verpasste er sogar nur eine von 34 Partien. Außerdem gelang ihm in dieser Spielzeit sein erstes Ligator. Auch in der folgenden Spielzeit gehörte Pohland zum Stammpersonal und hatte Anteil am Aufstieg in die Oberliga. Dort absolvierte er 1986/87 alle 26 Partien. Er debütierte am 16. August 1986, als er bei der 1:3-Niederlage gegen den FC Karl-Marx-Stadt in der Startelf stand. Sein erstes und einziges Tor in der Oberliga gelang ihm am 27. September 1986 (6. Spieltag), als er beim 1:1-Unentschieden gegen den 1. FC Union Berlin das Ausgleichstor in der 55. Minute schoss. Auch in den folgenden Spielzeiten gehörte er zur Stammelf und verpasste nur wenige Spiele. Nach der Wende spielte Pohland weiterhin für den jetzigen FC Energie Cottbus. In der drittklassigen Oberliga Nordost gehörte er bis 1994 zu den etablierten Kräften. In der Saison 1994/95 kam er nur noch sieben Mal zum Einsatz, absolvierte aber noch viele Spiele für die Reservemannschaft. Nach der Saison wechselte Pohland für drei Jahre zum SV Werben 1892, wo er 1998 seine aktive Profikarriere beendete.
Pohland wirkte zwischenzeitlich beim SV Werben als Spielertrainer, später als Cheftrainer von 2002 bis 2005 beim SV Eiche Branitz. Anschließend trainierte er noch einige Jugendmannschaften von Energie Cottbus.